# Adrian Ungur
Adrian Ungur (Pitești, 25 gennaio 1985) è un ex tennista romeno.
Allenato dall'italiano Fabrizio Fanucci, si è costruito una solida carriera giocando soprattutto nei tornei dell'ATP Challenger Tour vincendone nove in singolare e sei in doppio, specialità in cui ha anche vinto il suo unico titolo nel circuito maggiore. I suoi migliori ranking sono stati la 79ª posizione mondiale in singolare e la 94ª in doppio. Ha giocato nella squadra rumena di Coppa Davis dal 2010 al 2018. Nel 2012 ha rappresentato il suo Paese alle Olimpiadi ed è uscito al primo turno in singolare.

## Carriera
Fa le sue prime apparizioni tra i professionisti nel 2002 e nel 2003 nel circuito ITF. Inizia a giocare con continuità nel 2004 e vince i primi due titoli in singolare in tornei rumeni ITF. L'anno successivo vince altri quattro tornei ITF in singolare, mentre nel 2006 non vince alcun titolo in singolare e vince il primo torneo Challenger in doppio agli Internazionali di Tennis Manerbio in coppia con il connazionale Gabriel Moraru. Nel 2007 vince l'ultimo torneo ITF in singolare e dirada le presenze in questa categoria, gioca soprattutto i Challenger ed entra per la prima volta nelle qualificazioni di tornei del Grande Slam e e di un altro del circuito ATP senza superarle.
Nel 2008 si aggiudica il primo Challenger in singolare al Bulgarian Open superando in finale Franco Ferreiro in due set. Perde la finale al successivo Mamaia Challenger di Constanţa ed entra nella top 200. Nel 2009 vince il singolare nell'edizione inaugurale del Challenger Sicilia Classic e l'anno successivo vince il doppio al Riviera di Rimini Challenger. Nel 2010 fa anche il suo esordio nel circuito maggiore con una wild card al Romanian Open, batte il nº 57 ATP Andreas Seppi ed esce di scena al secondo turno. Debutta anche nella squadra rumena di Coppa Davis con una sconfitta in singolare nella sfida persa contro l'Ucraina. In singolare non vince alcun titolo ma raggiunge alcune semifinali e quarti di finale Challenger, ad agosto porta il miglior ranking alla 122ª posizione e nell'ultima parte della stagione perde molte posizioni.
Supera per la prima volta le qualificazioni in un torneo ATP all'Abierto Mexicano de Tenis 2011 ed esce di scena al primo turno. Nella sfida di Davis persa contro l'Argentina, guadagna l'unico punto rumeno sconfiggendo il nº 33 ATP Juan Monaco. Supera le qualificazioni anche al Serbia Open 2011, vince il primo match ATP con il successo su Ruben Ramirez Hidalgo e viene eliminato al secondo turno da Novak Djokovic, In estate vince in singolare i Challenger di San Benedetto del Tronto e Manerbio, perde la finale al Sicilia Classic e a ottobre sale al 113º posto ATP.
All'inizio del 2012 perde tre finali Challenger e a febbraio entra per la prima volta nella top 100 del ranking di singolare, Grazie alla buona classifica raggiunta, fa il suo esordio in una prova del Grande Slam al Roland Garros senza passare per le qualificazioni, al primo turno elimina il top 40 David Nalbandian e al secondo strappa un set al nº 3 del mondo Roger Federer, risultati con cui si porta al 79º posto mondiale, che resterà il miglior ranking in carriera. Arriva poi una serie di sconfitte al primo turno tra cui quelle al suo debutto a Wimbledon e ai Giochi olimpici di Londra; a luglio esce per la prima volta dalla top 100. Risale all'82º posto vincendo il Challenger del Sibiu Open e chiude la stagione nella top 100 dopo aver perso altre tre finali Challenger, tra cui quella alle prestigiose ATP Challenger Tour Finals, dove cede a Guido Pella al tie break del terzo set.
Anche nella stagione successiva si mantiene a lungo nella top 100 con i buoni risultati conseguiti nei Challenger, su cui spiccano i successi al Tunis Open e all'Arad Challenger. Ad agosto esce definitivamente dalla top 100. Si qualifica comunque nuovamente per le ATP Challenger Tour Finals ed esce di scena nel round-robin con una vittoria e due sconfitte. Continua a scendere nel ranking nel 2014 fino al 162º posto, e recupera alcune posizioni con l'unico successo stagionale al Challenger del San Marino Open. Torna a vincere in doppio dopo quattro anni, nella seconda parte della stagione conquista tre titoli Challenger.
L'anno successivo vince tre dei quattro incontri disputati in Coppa Davis, mentre nei tornei ATP vince solo qualche match di qualificazione. Nei Challenger raggiunge due finali e a settembre vince l'ultimo titolo in carriera al Sibiu Open. A luglio esce dalla top 200, passa anche due settimane fuori dalla top 300 e rientra nella top 200 a settembre. Nel corso della stagione continua invece l'ascesa in doppio, all'esordio stagionale vince il Challenger Morocco Tennis Tour - Casablanca in coppia con Laurynas Grigelis. Ad aprile vince l'unico titolo ATP in carriera al Romanian Open assieme a Marius Copil, superando in finale Nicholas Monroe / Artem Sitak con il punteggio di 3-6, 7-5, [17-15]. A luglio raggiunge il miglior ranking in carriera al 94º posto.
Nel 2016 scende in entrambi i ranking ma si toglie qualche soddisfazione, come superare le qualificazioni al Roland Garros e vincere un match in un torneo ATP a Istanbul, battendo Filip Krajinovic. Nei Challenger raggiunge una semifinale in singolare e due in doppio. Ormai stabilmente fuori dalla top 300, nel 2017 deve alternare gli impegni nei Challenger a quelli nei tornei ITF, e riesce ancora a raggiungere una semifinale Challenger al Sibiu Open. Disputa i suoi ultimi 5 match di singolare in carriera nel 2018 e ne vince due, mentre perde l'unico giocato in doppio.

## Vita privata
Ha sposato la collega e connazionale Liana Balaci. La coppia risiede in Italia, a Firenze.

## Statistiche

### Doppio

#### Vittorie (1)
| Legenda                   |
| Grande Slam (0)           |
| ATP World Tour Finals (0) |
| ATP Masters 1000 (0)      |
| ATP World Tour 500 (0)    |
| ATP World Tour 250 (1)    |

| N. | Data           | Torneo                  | Superficie  | Compagno     | Avversari in finale         | Punteggio         |
| 1. | 26 aprile 2015 | Romanian Open, Bucarest | Terra rossa | Marius Copil | Nicholas Monroe Artem Sitak | 3–6, 7–5, [17–15] |

### Tornei Challenger

#### Singolare

##### Vittorie (9)
| N. | Data              | Torneo                                             | Superficie  | Avversario in finale | Punteggio        |
| 1. | 15 giugno 2008    | Bulgarian Open, Sofia                              | Terra rossa | Franco Ferreiro      | 6-3, 6-0         |
| 2. | 27 settembre 2009 | Sicilia Classic, Palermo                           | Terra rossa | Albert Ramos Viñolas | 6-4, 6-4         |
| 3. | 10 luglio 2011    | San Benedetto Tennis Cup, San Benedetto del Tronto | Terra rossa | Stefano Galvani      | 7-5, 6-2         |
| 4. | 28 agosto 2011    | Internazionali di Tennis Manerbio, Manerbio        | Terra rossa | Peter Gojowczyk      | 4–6, 7–6(4), 6–2 |
| 5. | 12 agosto 2012    | Sibiu Open, Sibiu                                  | Terra rossa | Victor Hănescu       | 6-4, 7–6         |
| 6. | 5 maggio 2013     | Tunis Open, Tunisi                                 | Terra rossa | Diego Schwartzman    | 4–6, 6–0, 6–2    |
| 7. | 9 giugno 2013     | Arad Challenger, Arad                              | Terra rossa | Marius Copil         | 6–4, 7–6(3)      |
| 8. | 10 agosto 2014    | San Marino Open, San Marino                        | Terra rossa | Antonio Veić         | 6–1, 6-0         |
| 9. | 26 settembre 2015 | Sibiu Open, Sibiu                                  | Terra rossa | Pere Riba            | 6–4, 3–6, 7–5    |